# 日産京都自動車大学校
専門学校日産京都自動車大学校（せんもんがっこうにっさんきょうとじどうしゃだいがっこう、英: NISSAN AUTOMOBILE TECHNICAL COLLEGE KYOTO）は、京都府久世郡久御山町に設置された学校法人日産学園が運営する私立専門学校。

## 沿革
- 1988年 - 「学校法人日産学園 日産京都自動車工業専門学校」として京都府知事より認可受ける。
- 2005年 - 校名を「日産京都整備専門学校」に変更。
- 2007年 - 校名を「専門学校 日産京都自動車大学校」に変更。

## 学科・コース
- 一級自動車工学科
  - 国家一級自動車整備士コース 修業年限：4年（昼間）定員：75名
- 自動車整備カスタマイズ科
  - 国家金属塗装士コース 修業年限：4年（昼間）定員：20名
- 自動車整備ボディリペア科
  - 国家車体整備士コース 修業年限：3年（昼間）定員：35名
- 自動車整備科
  - 国家二級整備士コース 修業年限：2年（昼間）定員：40名
- 国際自動車整備科
  - 国家二級整備士コース 修業年限：3年（昼間）定員：40名

## 交通アクセス
- 電車：近畿日本鉄道京都線大久保駅下車し徒歩20分。大久保駅から京阪バスに乗り換え「日産車体前」下車し徒歩5分
- クルマ：大阪方面は京滋バイパス久御山ICより降車。滋賀方面は京滋バイパス巨椋ICより降車。